# 스웜프 싱

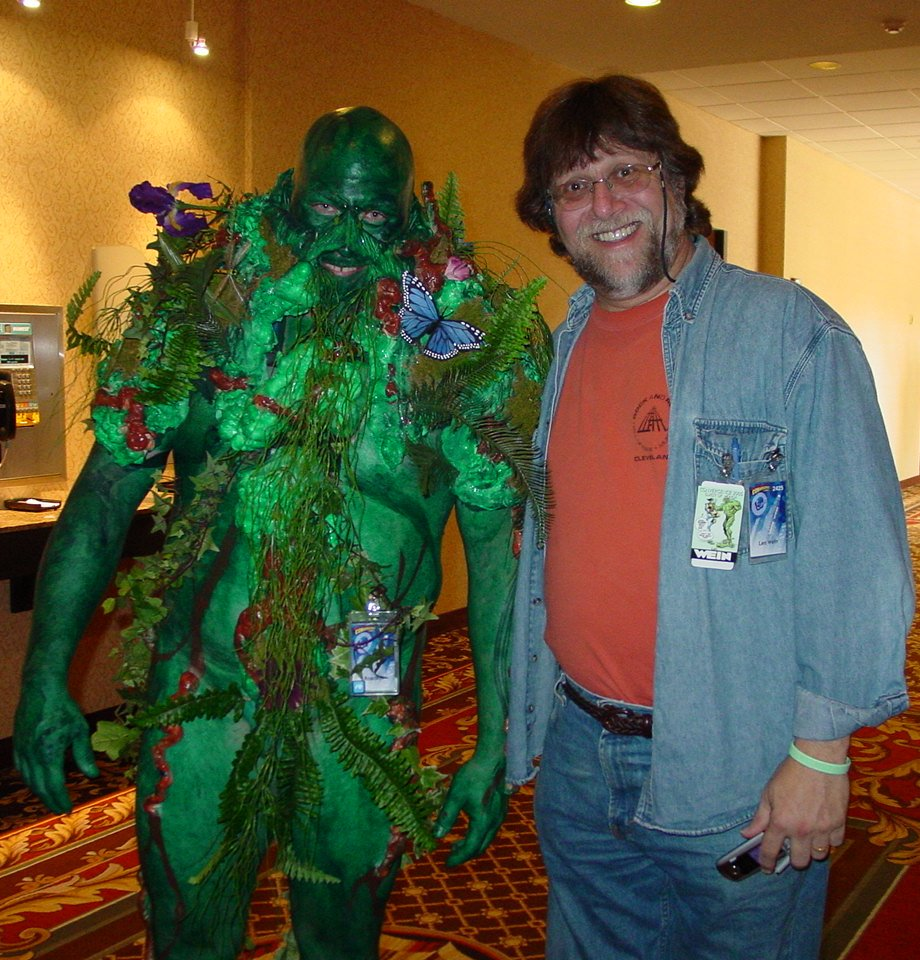

스웜프 싱(영어: Swamp Thing)은 DC 코믹스가 출판하는 미국 만화의 제목이자 작품에 등장하는 슈퍼히어로이다. 첫 등장은 《House of Secrets 》 92호 (1971년 7월)에 게재된 단편 공포 작품으로, 렌 웨인과 버니 라이트슨이 창조하였다.

## 다른 매체

### 텔레비전 드라마
- 《늪지의 괴물》 (1990-1993)

### 웹 드라마
- 《스웜프 씽》 (2019)

### 영화
- 《늪지의 괴물》 (1982)
- 《늪지의 괴물 2》 (1989)

### 애니메이션
- 《늪지의 괴물》 (1990-1991)

### 비디오 게임
- 《늪지의 괴물》 (1992)